# Trackmasters Entertainment
Trackmasters Entertainment ist die Firma der beiden Hip-Hop-Produzenten Samuel „Tone“ Barnes und Jean-Claude „Poke“ Olivier. Zu den Künstlern, für die sie produziert haben, gehören Nas, Jay-Z, Will Smith, R. Kelly, Mary J. Blige, Mariah Carey, The Notorious B.I.G., Destiny’s Child, Foxy Brown und LL Cool J. In den späten 1990er Jahren und den frühen 2000ern arbeiteten sie exklusiv für Columbia Records und produzierten in dieser Zeit unter anderem das Hip-Hop-Trio Blaque.
Eine ihrer bekanntesten Produktionen ist das Album Unfinished Business von R. Kelly und Jay-Z.

## Diskografie
Autorenbeteiligungen A und Produktionen P
- 1997: Will Smith feat. Coko – Men in Black P
- 1997: Will Smith – Gettin’ Jiggy wit It A, P